# 午蹄中目
午蹄中目（ごていちゅうもく、学名: Meridiungulata）は化石哺乳類のタクソンの1つ。新生代の南アメリカ大陸に生息していた有蹄動物である滑距目・南蹄目・雷獣目・異蹄目・火獣目の5目を総括する。
中目 (mirorder) は、命名者マッケナが目と上目の間に追加した2つの階級のうち下の方で、上目・大目・中目・目、と並ぶ。マッケナとベルの分類では午蹄中目は、上獣巨目顕獣上目有蹄大目に属するいくつかの中目の1つであったが、この上位分類は広く支持されなかった。このため、どの階級とすべきかについては、いまだ議論が多い。
学名 Meridiungulata は、直訳すると、正午 (meridi-) の蹄 (ungulata) の意だが、meridi- には「南」という意味もあり、南半球産であることを表している。

## 起源

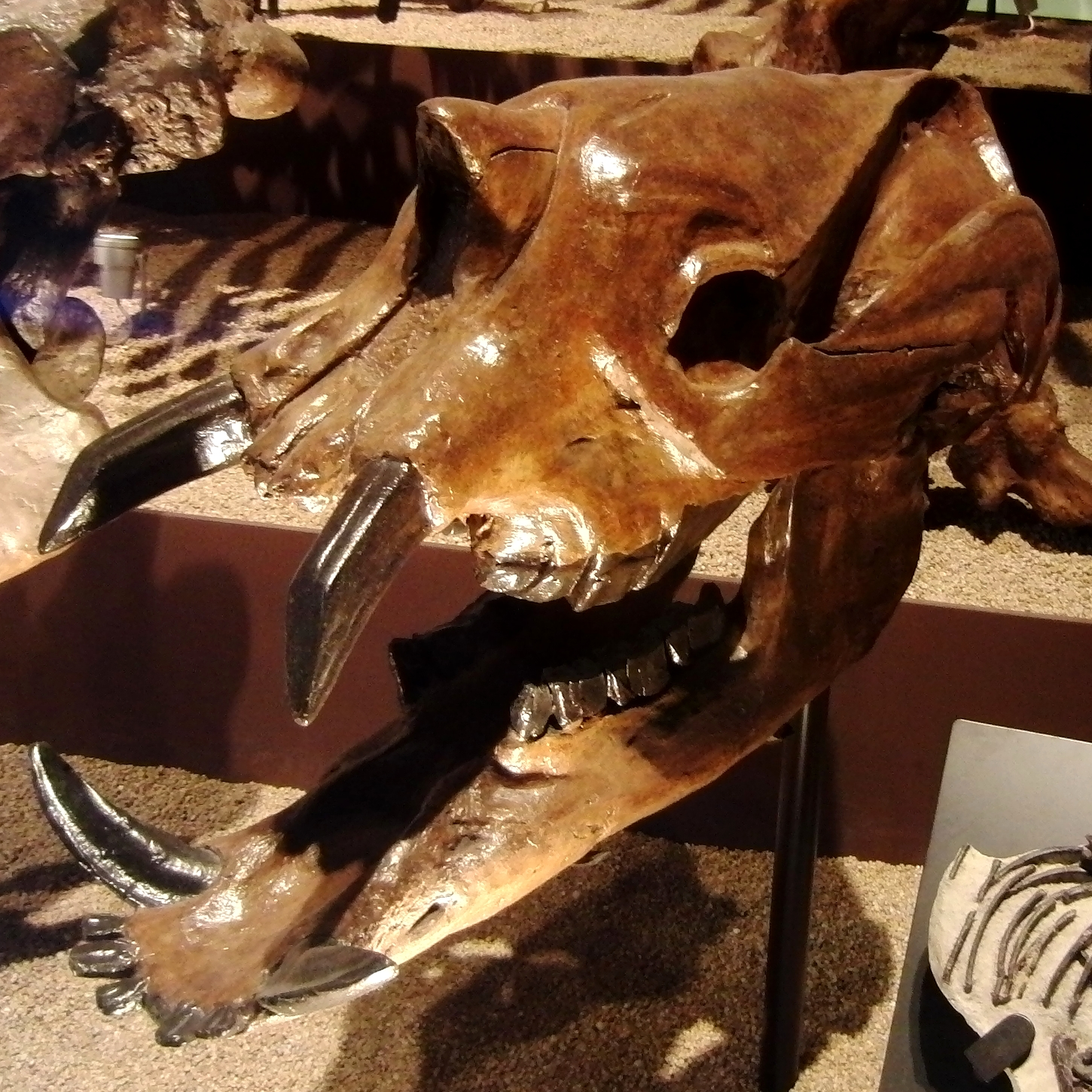
雷獣目のアストラポテリウム Astrapotherium magnum の頭骨。国立科学博物館の展示。

起源については、他の多くの有蹄動物と同じく白亜紀末に栄えた顆節目から進化したとする説が有力であり、ローラシア獣上目に属すると考えられているが、アトラントゲナータ仮説（北方真獣類を参照）の考え方により、ローラシア獣類とは別系統でゴンドワナ大陸で出現・進化した独自の系統とする説（アフリカ獣上目または異節上目に近いという説）もある。最新のプロテオーム解析を用いた研究によると、すくなくともトクソドンとマクラウケニアに関しては、ウマ目の姉妹群とされる。

## 生息時代・地域
他の大型哺乳類が少ない南アメリカ大陸で適応拡散を遂げ、様々な形態の種が表れている。その形態はあたかも平行進化の見本市のごとき様相を呈しており、ゾウのように鼻の伸びたピロテリウム、カバに似たトクソドン、ウマと同じく蹄が一本になったトアテリウム、ラクダに似たマクラウケニアなど、別系統であるはずの旧世界の哺乳類たちによく似た形態に進化しているものも多い。
鮮新世中期の約300万年前にパナマ地峡が形成され、北アメリカ大陸の哺乳類たちが南アメリカ大陸に移住するようになると、生存競争に敗れニッチを奪われた種が次々と絶滅し、午蹄中目は大きく衰退した。滑距目や南蹄目の一部の種はそれでも命脈を保ち続けたが、更新世には絶滅した。更新世末期、最終氷期の終盤になるとベーリング地峡を渡って南北アメリカ大陸にホモ・サピエンスすなわち現生人類（南米のインディオ、北米のインディアンの祖先集団）が移住すると、大型哺乳類の多くの種が急速に絶滅したが（それまで南北アメリカ大陸は人類が足を踏み入れたことがなく、人間に警戒心を持たない動物達は狩猟などに対処する術をもっていなかった。このため、彼等の絶滅は人類による関与が大きいとされる）、その中にマクラウケニアなどの最後の午蹄中目が含まれているのか、あるいは既に人類の到達以前に滅んでいたのかははっきりしていない。

## 下位分類
以下の分類は遠藤秀紀（2002）に従う。ただし、McKenna & Bell (1997) ではトリゴノスティロプス科（三角柱目）を雷獣目に含めている。
- 滑距目 Litopterna
- 南蹄目 Notoungulata
- 雷獣目 Astrapotheria
- 異蹄目 Xenungulata
- 火獣目 Pyrotheria
- 三角柱目 Trigonostylopia